# Gia Jichonaia
Giorgi (Gia) Jichonaia (nacido el 26 de mayo de 1969 en Zugdidi, Georgia) es un poeta y escritor georgiano. Escribe en idiomas georgiano y megreliano.
En 1993 se graduó de la Facultad de Historia de la Universidad Estatal de Tbilisi. En 1989 publicó la primera colección de poemas "Quería rezar". En 2004 publicó una colección de sonetos "Love Sonnet". En 2014 se publicaron 4 volúmenes de Gia Jichonaia del ciclo "Crónica del desgarrador espectáculo de la vida humana":
"Cartas a la felicidad" (sonetos). "Baños de la Luna" (poema en prosa).
"Las ilusiones de las mujeres del siglo XXI". (Novelas).
"El último paseo". (Novelas, cuentos).
"Golden Age", drama lírico.
Gia Jichonaia creó una nueva forma de poesía llamada Kirbis. Kirbes se escribió primero en megreliano y luego se tradujo a otros idiomas. La traducción al ucraniano de la colección de kirbs de Colchian recibió el premio más alto del Premio Internacional Davit Guramishvili para las Relaciones Culturales Ucraniano-Georgianas en Kiev en 2019. El premio Ilia Chavchavadze fue otorgado a Kirbes en Tbilisi. En 2021, se publicaron en Tbilisi Megrelian Kirbis, Sonnets, Robayas de Gia Jichonaia y la colección "From Past to Future".

Crónica del desgarrador espectáculo de la vida humana

En 2021, la traducción al inglés de Colchian Kirbs se publicó en Francia (publicada por edidion999) Megrelian Kirbs de Gia Jichonaia se han traducido al georgiano, ruso, inglés, francés e italiano.
Los kirbs de Gia Jichonaia se pueden encontrar en el popular sitio web amazon.com.
Por decisión de la asamblea general de la Academia de Phasis del 29 de julio de 2022, Gia Jichonaia ha sido elegida miembro de la Academia de Phasis.
Gia Jichonaia es miembro de la Orden de los Guardianes de la Virgen.
Gia Jichonaia tiene una esposa, Tamar Jinoria (m. 1971) y dos hijos: Nino (m. 1998) y Giorgi (m. 2009).
- Datos: Q106981553